# Medibuntu
Medibuntu (Multimedia, Entertainment & Distractions In Ubuntu) è un repository di pacchetti Debian che non possono essere inclusi nella distribuzione Ubuntu per motivi legali come il diritto d'autore, le restrizioni di licenza o di brevetto o variazioni geografiche nella legislazione, quali:
- Brevettabilità del software, gli algoritmi, i formati e gli altri creazione astratta
- Restrizioni legali sulla libertà di parola o di comunicazione
- Restrizioni sull'uso di alcuni tipi di tecnologia, come la crittografia
- Restrizioni legali sulle importazioni di tecnologia software, che richiede ad esempio le autorizzazioni specifiche
- Reato per il quale i pacchetti possono causare agli utenti che li renderebbe inutilizzabili per il repository universe di Ubuntu

Alcuni esempi di software presenti in Medibuntu sono: Acrobat Reader, codec non liberi, Google Earth, e RealPlayer.